# Hiperônimo e hipônimo
Hiperônimo (português brasileiro) ou hiperónimo (português europeu) é uma palavra que pertence ao mesmo campo semântico de outra mas com o sentido mais abrangente, podendo ter várias possibilidades para um único hipônimo. Por exemplo, a palavra flor está associada a todos os tipos de flores: rosa, dália, violeta, etc.
Hipônimo (português brasileiro) ou hipónimo (português europeu) têm sentido mais restrito que os hiperônimos, ou seja, hipônimo é um vocábulo mais específico. Por exemplo: Observar, examinar, olhar, enxergar são hipônimos de ver.

Exemplo da relação semântica entre o hiperônimo ("cor") e vários hipônimos ("vermelho", "verde", etc.)

Hiperônimo e hipônimo são dois termos usados pela semântica moderna. São elementos importantes na coesão do texto evitando repetições através da retomada de ideias anteriores.

## Exemplos
A primeira palavra é o hiperônimo, por conter o significado mais abrangente do termo. As demais palavras que se associam a ela são os hipônimos, pois estão ligadas à ideia geral do hiperônimo.
- animal: mamífero;
- informática: computador
- meio de transporte: ônibus
- moradia: apartamento
- profissão: advocacia
- doença: gripe